# Liu Bocheng
Liu Bocheng (chinois traditionnel : 劉伯承 ; chinois simplifié : 刘伯承 ; pinyin : Liú Bóchéng ; Wade-Giles : Liu Po-ch'eng), né le 4 décembre 1892, mort le 7 octobre 1986, était un militaire et homme politique chinois, maréchal de la république populaire de Chine. Il fut l'un des chefs historiques de l'Armée populaire de libération.